# Ophinella parasitica
Ophinella parasitica is een hydroïdpoliep uit de familie Kirchenpaueriidae. De poliep komt uit het geslacht Ophinella. Ophinella parasitica werd in 1874 voor het eerst wetenschappelijk beschreven door Sars. 